# Charles Amans
Charles Marius Amans (Castelnau-le-Lez, 27 september 1891 - Candillargues, 9 december 1925) was een Franse luchtvaartpionier en piloot.

## Levensloop
Amans was de zoon van de eigenaar van een koekjesfabriek en liep school aan het lyceum van Montpellier. Amans volgde aan het begin van de jaren 1910 vlieglessen en gaf daarna demonstratievluchten. In 1912 was hij op tournee in Italië. Het jaar erop werd hij twee keer licht gewond bij crashes. Op 1 september 1913 werd Amans opgeroepen voor legerdienst en hij ging naar de pilotenopleiding in Étampes. In maart 1915 behaalde hij zijn brevet als militair piloot. Hij maakte 900 vlieguren in een bommenwerper en voerde 79 missies uit. In het laatste jaar van de oorlog was hij testpiloot. Amans kreeg het Oorlogskruis 1914 - 1918 met palm.

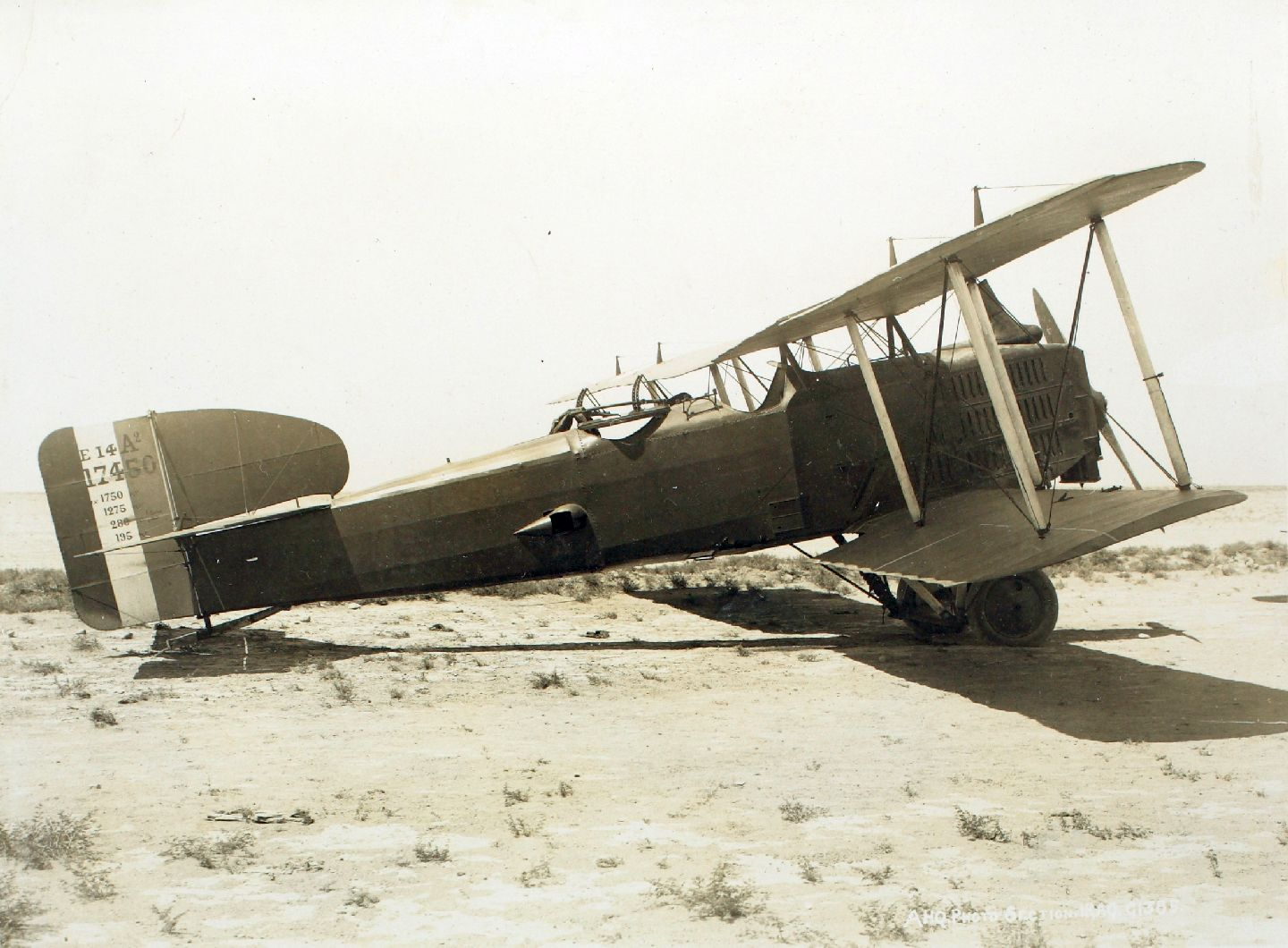
Een Bréguet 14, het vliegtuigtype waarin Amans verongelukte

In 1922 werd Amans medeoprichter van de vliegclub Aéroclub de Montpellier. In 1924 werd hij benoemd tot Ridder in het Legioen van Eer voor zijn prestaties in de luchtvaart.

## Dood
Op 9 december 1925 steeg Amans op van het nieuw geopende vliegveld van Candillargues in een Bréguet 14. Kort na het opstijgen stortte het toestel neer in een wijngaard. Amans en zijn mecanicien Marius Charrié overleefden de crash niet. Amans werd begraven op de begraafplaats van Castelnau-le-Lez waar in 1926 ook een buste van hem werd ingehuldigd. Bij de plaats van de crash werd een stèle geplaatst met een beeltenis van Charles Amans in een medaillon.